# Fehérfejű szirticsuk
A fehérfejű szirticsuk (Thamnolaea coronata)  a madarak osztályának verébalakúak (Passeriformes) rendjébe és a légykapófélék (Muscicapidae) családjába tartozó faj.

## Rendszerezése
A fajt Anton Reichenow francia ornitológus írta le 1902-ben.

## Alfajai
- Thamnolaea coronata bambarae Bates, 1928
- Thamnolaea coronata cavernicola Bates, 1933
- Thamnolaea coronata coronata Reichenow, 1902[2]

## Előfordulása
Afrikában, Burkina Faso, Dél-Szudán, Kamerun, Mali és Togo területén honos.

## Természetvédelmi helyzete
A Természetvédelmi Világszövetség Vörös listáján nem szerepel.